# Nikon le Métanoéite
Nikon le Métanoéite (en grec : Νίκων ὁ Μετανοεῖτε), né vers 930 et mort en 998 est un moine byzantin, prêcheur itinérant, canonisé par l'Église orthodoxe. Sa vie a été mise en lumière par son hagiographie, composée après sa mort par un des moines de son monastère, qui souligne son rôle dans le développement du christianisme dans les régions récemment reprises par l'Empire byzantin. Il est souvent représenté comme un missionnaire, avec un rôle très actif en Crète.

## Biographie
Nikon est né dans la région du Pont ou à Argos. Jeune, il est envoyé dans un monastère appelé Khrysopetro, situé entre le Pont et la Paphlagonie. Il y passe douze années, vivant une existence d'ascète réputée pour sa rudesse. Ses supérieurs, marqués par sa dévotion, décident de l'envoyer prêcher à travers l'Empire. Il passe d'abord trois ans en Anatolie. Après la destruction de l'émirat de Crète en 961 par Nicéphore Phocas, il s'y rend en missionnaire, alors que l'île compte un nombre assez important de Musulmans. Il participe donc à rechristianiser l'île, coupée du reste de la chrétienté pendant 150 ans et du dogme de Constantinople. C'est là qu'il acquiert son surnom de Métanoéite, le repentant, car il commence tous ses sermons par l'exigence de repentance.
Après cinq ans en Crète, Nikon se rend à Épidaure puis à Athènes et sur l'île d'Eubée, avant de rejoindre Thèbes et Corinthe pour arriver dans le Péloponnèse. Il aurait alors sauvé la ville de Sparte de la peste. Il y construit trois églises et un monastère et poursuit son activité de prédicateur, agrémentée de miracles. Le Péloponnèse est alors décrit comme une terre pleine de démons contre lesquels Nikon doit combattre. Il termine sa vie en Grèce continentale, dans la province de Laconie où son influence sur le clergé local est à son apogée. Après sa mort et sa canonisation, il devient le saint patron de Sparte et de la péninsule de Magne, où il aurait apporté le christianisme aux Maniotes, parmi les derniers fidèles du culte hellénique. Sa fête est célébrée le 26 novembre, date de sa mort en 998. 